# Chase De Jong
Pour les articles homonymes, voir De Jong.
Chase Louis De Jong (né le 29 décembre 1993 à Long Beach, Californie, États-Unis) est un lanceur droitier des Pirates de Pittsburgh de la Ligue majeure de baseball.

## Carrière
Chase De Jong est un choix de 2e ronde des Blue Jays de Toronto au repêchage amateur de 2012 . Il commence sa carrière professionnelle en ligues mineures en 2012 avec un club affilié aux Blue Jays mais est son contrat est transféré aux Dodgers de Los Angeles en juillet 2015. Le 1er mars 2017, les Dodgers l'échangent aux Mariners de Seattle contre deux joueurs des ligues mineures : l'arrêt-court Drew Jackson et le lanceur droitier Aneurys Zabala.
Il fait ses débuts dans le baseball majeur comme lanceur de relève des Mariners de Seattle le 5 avril 2017.

## Vie personnelle
Chase De Jong est le cousin de Jordan De Jong, joueur de baseball qui joua quelques matchs dans la Ligue majeure de baseball avec Toronto en 2007.